# Tátraotthon megállóhely
Tátraotthon megállóhely (zast. Tatranské Zruby) vasúti megállóhely Tátraotthonban közel az Eperjesi kerületben Szlovákiában. A megállóhely a Poprád-Felka–Ótátrafüred–Csorbató között működő Tátrai villamosvasút vonalán fekszik. A Železničná spoločnosť Slovensko a.s. üzemelteti. 

## Fekvése
A megállóhely Tátraszéplaktól 1 km-re nyugatra fekszik.

## A megállóhely
A megállóhelyen fedett beálló található. 

## Kapcsolódó állomások
A vasútállomáshoz az alábbi állomások vannak a legközelebb:
- Tátraszéplak vasútállomás (Csorbató vasútállomás, Poprad-Tatry – Štrbské Pleso railway line)
- Szikraház megállóhely (Poprád-Tátra vasútállomás, Poprad-Tatry – Štrbské Pleso railway line)

## Vasútvonalak
Az állomást az alábbi vasútvonalak érintik:
- Poprad-Tatry – Štrbské Pleso railway line